# بارداسلی
بارداسلی (انگلیسی: Bardasly) یک شهرک در شهرستان چکماگوشفسکی استان باشقیرستان کشور روسیه است.